# Mas d'Arriba (Lludient-Cirat)
El mas d'Arriba, també anomenat mas de la Belenguera, és una masia abandonada i en ruïnes situada entre Cirat, a qui pertanyen els habitatges, i Lludient, a qui pertanyen els corrals del bestiar. Documentada des del segle xviii, a efectes administratius era considerada part del terme municipal de Lludient, a pesar que en l'actualitat ho siga del de Cirat.
El llogaret s'emplaça a l'extrem sud-oest de la serra del Cabezo, per damunt de la rambla de santa Anna i no gaire lluny de Los Gabites, ja en terres de Cirat. Cap a l'any 1929, el sacerdot i investigador Andrés Monzó va documentar la troballa de ceràmica de l'edat del bronze i de l'edat mitjana a l'entorn d'aquesta masia.